# Franciszek Kulikowski

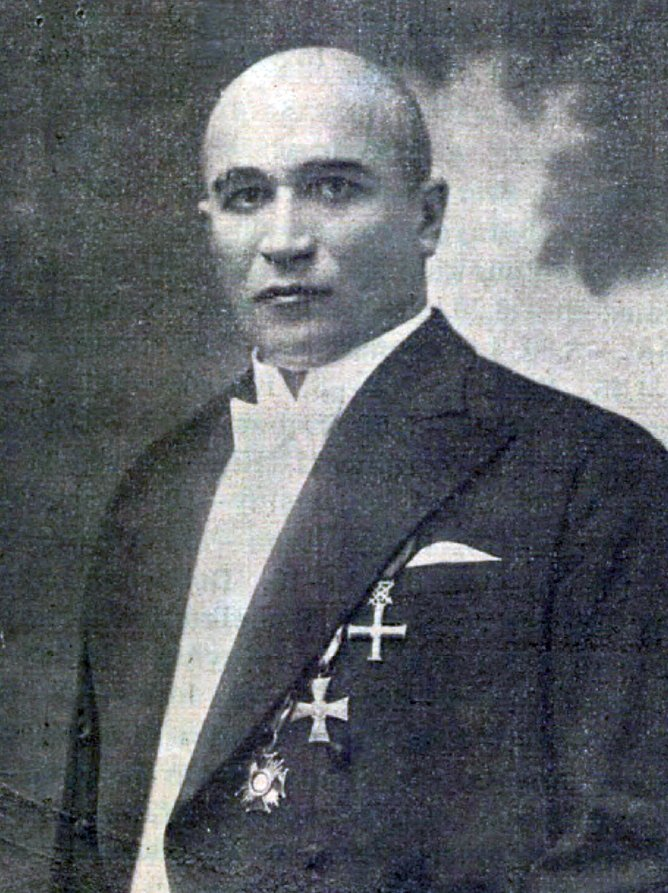
Starosta Franciszek Kulikowski zdj. w „Przeglądzie Ostrołęckim” z 15 listopada 1936

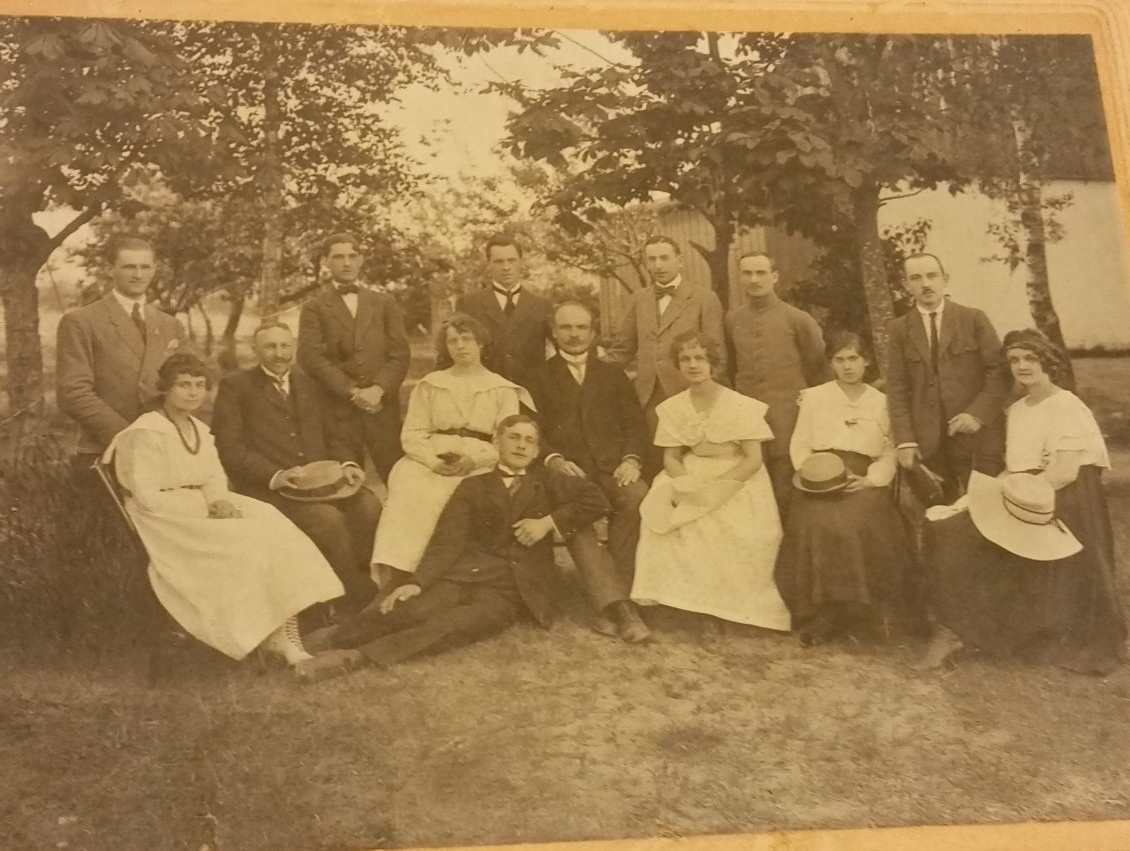
Starosta Franciszek Kulikowski i współpracownicy – 1922 (fot. z wystawy stałej w MKK w Ostrołęce „Szepty codzienności”)

Franciszek Kulikowski (ur. 3 grudnia 1888 w Hruszewie, gm. Platerów, pow. łosicki lub w Pyzach koło Moniek, zm. 20 sierpnia 1938 w Białymstoku) – członek POW, legionista, działacz niepodległościowy, harcerski i samorządowy.

## Życiorys
Franciszek Kulikowski był synem Michała i Zofii z d. Seroczyńskiej. Miał wykształcenie średnie ogólnokształcące. Po odzyskaniu niepodległości (1918) pracował w administracji państwowej na stanowiskach: wicestarosty bielskiego (1919), od września 1920 do końca lutego 1921 roku kierował Starostwem w Bielsku Podlaskim, następnie był starostą kolneńskim (1925-1932), a po likwidacji powiatu kolneńskiego w 1931 został przeniesiony na stanowisko starosty do Ostrołęki (1932–1938).
Był jednym z założycieli Domu Ludowego (1919) w Bielsku Podlaskim. Z jego inicjatywy powstało tam Koło Przyjaciół Harcerzy, od 7 kwietnia 1921 roku był komendantem Harcerskiej Komendy Miejscowej, a w 1922 roku został członkiem Komitetu Szkoły Średniej im. Tadeusza Kościuszki w Bielsku Podlaskim.
Był członkiem Polskiej Organizacji Wojskowej, legionistą, uczestnikiem walk o Polskę podczas I wojny światowej, członkiem Obozu Zjednoczenia Narodowego, długoletnim Prezesem Ostrołęckiego Obwodu Ligi Obrony Przeciwpożarowej, inicjatorem współpracy polsko-węgierskiej w celu uczczenia pamięci gen. Józefa Bema. Popierał powołanie Związku Strzeleckiego. 16 lipca 1932 roku, gdy powstało Towarzystwo Przyjaciół ZS na stacji Ostrołęka w świetlicy Kolejowego Przysposobienia Wojskowego, uzasadniał potrzebę wsparcia Związku. Z okazji „Święta Morza” wszedł do Komitetu Honorowego Ligi Morskiej i Kolonialnej, której siedziba mieściła się na ul. Gomulickiego 2. Za jego rządów jako starosty miało miejsce uczczenie imienin Marszałka (np. w 1936), czy podniosłe uroczystości patriotyczne były połączone z mszami świętymi w kościele farnym, pobernardyńskim oraz modłami w synagodze. Podczas obchodów Święta Niepodległości 11 listopada 1936 roku mówił o zasługach Piłsudskiego w dziele odbudowy państwa, podkreślał, że „Naród zrzuca już wewnętrzne waśni, znikają rozterki, Święto Niepodległości wszystkich jednoczy”. Patronował wydarzeniom kulturalnym, w tym realizacji przez ekipę niemiecką filmu „Ku wolności”, który miał być apoteozą niepodległościowych działań Polaków, a były to zakamuflowane działania szpiegowskie, co stało się pożywką pomówień wobec starosty”.
Brał udział w wielu uroczystościach i działaniach w terenie, np. 14 lipca 1934 roku podczas powstania pierwszego wiejskiego Legionu Młodych w Łysych, w 1938 roku w Procesji Bożego Ciała w Myszyńcu, filmowanej przez PAT i transmitowanej przez radio. Przyczynił się do uśmierzenia w 1938 roku strajku w państwowym tartaku w Łysych. Uczestniczył w obecności władz państwowych, wojskowych i samorządowych w uroczystym otwarciu agencji pocztowej w Wojciechowicach. Towarzyszył Wojewodzie białostockiemu, gen. Pasławskiemu, w podróżach inspekcyjnych, dotyczących likwidacji gminy Piski.
Z okazji 10-lecia sprawowania urzędu w Kolnie i w Ostrołęce w „Przeglądzie Ostrołęckim” napisano: „Słów pana starosty młodzież słuchała w głębokim skupieniu, zapatrzona w niego. Wie, że bolączki wsi polskiej, troska i smutek ich ojców, są troskami i smutkami Jego”, „Cieszy się wyjątkową sympatią ze strony współpracowników, szczerym przywiązaniem ze strony podwładnego personelu, a jeszcze większym przywiązaniem, graniczącym niemal z miłością ze strony szerszych mas ludności wiejskiej, dla której jest ojcem i opiekunem, jak ongiś jego poprzednik w Polsce Przedrozbiorowej starosta Jan Kos”. 20 listopada 1936 roku gościł w Ostrołęce premiera i wojewodę, z którymi przeprowadził konferencję, m.in. na temat cen artykułów pierwszej potrzeby. Z okazji 10-lecia pracy na ręce dostojnego Jubilata złożono kwotę 905 zł 50 gr na pierwszy szybowiec dla Koła przy LOOP. „W Polsce niepodległej był niestrudzonym działaczem na swym stanowisku w pracy samorządowej”. „Kto się bodaj raz zetknął z panem starostą Kulikowskim w pracy, ten przyzna, że intryga, kłamstwo, plotka czy donos nie stanowią szczebla do kariery i uznania, bo uznanie jego uzyskać można jedynie i wyłącznie pracą i sumiennym spełnianiem obowiązków”.
Spotykał się z pomówieniami ze strony oponentów, głównie z endecji, o nieobyczajne zachowanie, zbyt radykalne poglądy wobec duchowieństwa, sympatyzowanie z PSL „Wolność” i szpiegostwo, ale nic z tego nie zostało potwierdzone.
Był mężem Ireny z d. Inojewicz (zm. 1986), mieli czworo dzieci: Reginę – adiunkta SGGW, Tadeusza – sierżanta, podchorążego wojsk lotniczych (zginął śmiercią tragiczną w 1945), Jerzego – dr inż. elektroenergetyka, docenta Instytutu Energetyki, Halinę – pracownicę służby zdrowia. Ponadto sześcioro wnuków i osiemnaścioro prawnuków.
Był związany z Bielskiem Podlaskim, Kolnem, Ostrołęką i Warszawą. Zmarł nagle, został pochowany na cmentarzu parafialnym w Ostrołęce. W 1996 roku prochy przeniesiono na wniosek syna i wnuka do grobu rodzinnego na Cmentarzu Wawrzyszewskim w Warszawie.

## Medale i odznaczenia
- Krzyż Niepodległości z Mieczami[1]
- Krzyż Walecznych[1]
- Złoty Krzyż Zasługi[1]
- Węgierski Krzyż Zasługi[1]

## Upamiętnienie
Na ścianie kaplicy cmentarnej w Ostrołęce wmurowano poświęconą mu tablicę pamiątkową.